# Henri Bacry
Henri Bacry (Argel, 1928 — 2010) foi um matemático e físico teórico francês.
Bacry obteve um doutorado em 1962 na Faculdade de Ciências de Argel, precursora da Universidade, onde era assistente. Lecionou matemática no Liceu Bugeaud em Argel e em 1969 foi professor da "Faculté des Sciences" em Marseille. Em 1966-1967 esteve no Instituto de Estudos Avançados de Princeton e foi pesquisador visitante no CERN. Foi professor da Universidade do Mediterrâneo Aix-Marseille II.

## Obras
- com Jean-Marc Lévy-Leblond Possible Kinematics, J. Math. Phys., Volume 9, 1969, p. 1605 (von Freeman Dyson in seinem Aufsatz Missed opportunities besprochen)
- Group theory and constellations. Editions Publibook, 2004.